# Goldener Spatz 2007
Das 15. Kinder-Film & Fernsehfestival „Goldener Spatz“ fand vom 8. Mai bis 16. Mai 2007 statt. Gera war hierbei vom 8. bis zum 11. Mai Gastgeber, daneben war zum dritten Mal Erfurt vom 12. bis 16. Mai Veranstaltungsort des größten deutschen Festivals für Kinderfilme und Kinderfernsehprogramme.
Insgesamt standen in der Woche 62 Beiträge im Wettbewerb, die um Preise in diversen Kategorien konkurrierten. Über die Hauptpreise, die „Goldene Spatzen“, entschied traditionell eine Kinderjury aus insgesamt 32 Juroren. Ausgezeichnet wurden neben den besten Kino-/Fernsehfilmen, Animationen, Kurzspielfilmen/Serien, Informationen/Dokumentationen und Unterhaltungsprogramme, Minibeiträgen auch die Schauspieler. Daneben gab es noch zwei kleinere Kinderjurys aus jeweils fünf Juroren, die den „Web Spatz“ für die beste Kinderseite im Netz und den „Onlinespiel Spatz“ für das beste Online-Spiel vergab. Neben der Kinderjury gab es auch Fachjuroren, die Preisträger in fünf weiteren Kategorien benannten.
Eröffnet wurde die Veranstaltung mit dem im Stopp-Trickverfahren hergestellten Animationsfilm Freilandeier von Daniel Faigle sowie Detlev Bucks Spielfilm Hände weg von Mississippi.

## Preisträger

### Preise der Kinderjury
- Kino-/Fernsehfilm: Mondscheinkinder (Buch: Katrin Milhahn, Regie: Manuela Stacke)
  - Lobende Erwähnung für Der Schatz der weißen Falken (Buch und Regie: Christian Zübert)
- Kurzspielfilm, Serie/Reihe: KI.KA-Krimi.de: Bunte Bonbons (Buch: Anja Kömmerling und Thomas Brinx, Regie: Hajo Gies)
- Information/Dokumentation: Löwenzahn: Bionik – Technik der Natur (Regie: Wolfgang Eißler)
- Minis: Kanaldeckel in Die Sendung mit der Maus (Buch und Regie: Matthias Wegmann)
- Unterhaltung: Sesamstraße: Folge 2336 – Zoff im Wetterhäuschen (Buch: Eberhardt Bickenbach, Regie: Dirk Nabersberg)
- Animation: Freilandeier (Buch und Regie: Daniel Faigle)
- Bester Darsteller: Christoph Maria Herbst
- Moderator: Preis wurde nicht vergeben. (Der Goldene Spatz dieser Kategorie ging letztendlich an die Festivalleiterin Margret Albers, für ihr enormes Engagement)

### Online Spatzen
- Goldener Webspatz: www.kindernetz.de
- Goldener Onlinespiele-Spatz: Rate – Malen auf www.diddl.de

### Preise der Fachjury
- Bester Kurzfilm: Lisanne (Buch: Lars-Gunnar Lotz und Jonathan Rinn, Regie: Lars-Gunnar Lotz)
- Bestes Vorschulprogramm: Der vierte König (Buch: Ted Sieger, Regie: Ted Sieger, Michael Ekblad)
- Preis des MDR-Rundfunkrates (für das beste Drehbuch): Katrin Milhahn für Mondscheinkinder
- Nachwuchspreis der Zeitungsgruppe Thüringen: Johannes Schmid für Blöde Mütze
- „Goldener Spatzenfuß“ des Musiktheaters Rumpelstil (für beste Musik): Adrian Frutiger für Mein Name ist Eugen (Regie: Michael Steiner)

### SPiXEL-Preise
- Kategorie Information/Dokumentation:  (is-i-Kinderkanal-Projekt Münster)
- Kategorie Animation: Klasse 3 a auf Abenteuerreise (Korczak-Schule Gießen)
- Kategorie Spielfilm: Der Teufel mit den drei goldenen Haaren (Gallus Zentrum Frankfurt)